# Het meisje in het want
Het meisje in het want, voor het eerst uitgegeven in 1981, is het eerste deel van de zevendelige stripreeks De kinderen van de wind, een stripverhaal gemaakt door François Bourgeon.

## Inhoud
Het verhaal speelt zich een paar jaar af voor de Franse Revolutie op een schip van de Koninklijke Marine. Als Hoël, een bemanningslid, twee meisjes aan boord van het schip ziet, waagt hij zich door nieuwsgierigheid aangestoken in de verboden zone van het schip. Hij wordt gesnapt door een bewaker en in de boeien gestoken. Hij krijgt bezoek van een "jonge man" die Isa blijkt te zijn, een van de meisjes die hij heeft gezien. Een idylle wordt geboren tussen de twee personages.

## Publicaties
In Nederland lanceerde uitgeverij Oberon de reeks in 1981 met uitgifte van het eerste deel. De eerste druk verscheen uitsluitend met harde kaft, pas met de herdruk in 1987 verscheen het album ook met slappe kaft op de markt. In 1990 volgde nog een nieuwe herdruk, waarna de reeks werd overgenomen door uitgeverij Casterman. In  2009 nam 12bis het gehele fonds van Bourgeon over van Casterman.